# Janina Fetlińská
Janina Fetlińská (14. června 1952, Tuligłowy, Polsko – 10. dubna 2010, Pečersk, Rusko) byla polská politička.

## Životopis
V roce 1977 absolvovala Fakultu ošetřovatelství Lékařské univerzity v Lublinu, doktorát z oboru ošetřovatelství. V letech 1977 až 1991 byla vedoucí Vojvodského odboru pro doškolení zdravotnických pracovníku Vojvodské nemocnice v Ciechanówě, do roku 1998 zde pak zastávala funkci vedoucí jiného vojvodského centra. Do roku 2005 pracovala jako akademický pracovník. V letech 1998 až 2005 působila v radě ciechanówského povietu. V letech 2005 a 2007 byla zvolena za Právo a spravedlnost senátorkou.
Zemřela při leteckém neštěstí u ruského Smolensku 10. dubna 2010. Posmrtně obdržela Komandérský kříž Řádu Polonia Restituta (Krzyż Komandorski Orderu Odrodzenia Polski).